# Molla del pa

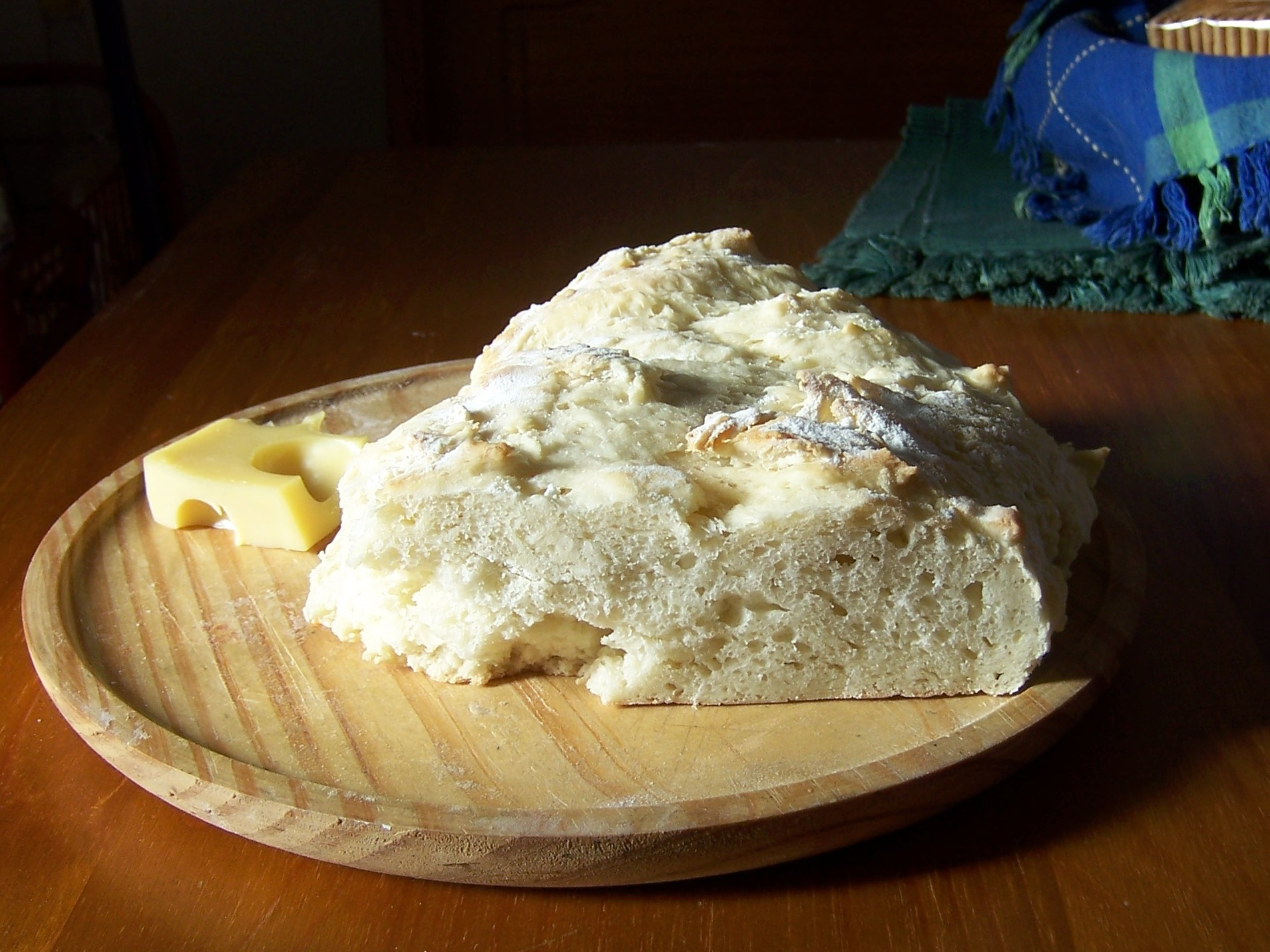
Un tros de molla de pa.

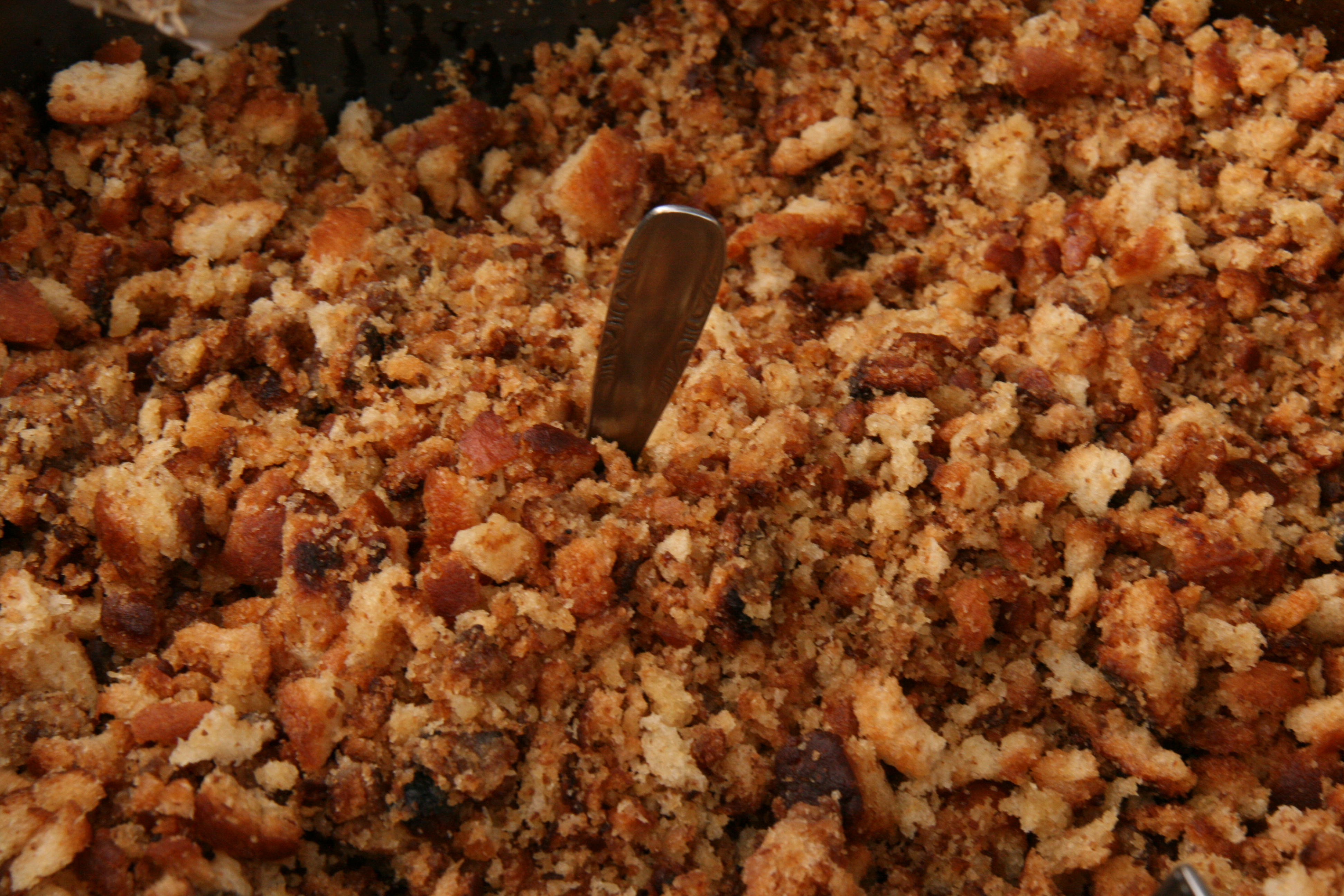
Molles de pastor elaborades en concretes cuines d'Espanya.

La molla del pa és la part tova i esponjosa de l'interior del pa. En elaborar el pa al forn, s'envolta d'una escorça dura i cruixent que evita la pèrdua d'humitat. Aquesta escorça dura i cruixent es torna daurada a causa de l'efecte de la reacció de Maillard, deixant al seu interior la molla.

## Característiques
La textura de la molla dependrà en gran manera de la farina emprada (de blat, ordi, etc.), de la mida del pa fornejat, de la quantitat d'aigua usada en l'elaboració o de si s'ha elaborat a mà o a màquina, entre altres factors. Alguns pans no tenen molla en el seu interior, aquest és el cas dels pans plans.

## Usos
Els usos de la molla de pa se centren en dues àrees, la principal és la culinària. S'hi fa servir la molla per la seva abundant superfície i textura com a material alimentari capaç de retenir sabors. En l'artística, a causa de la facilitat de modelatge. És un material utilitzat en l'escultura de petites figuretes.

## Taula de Pa integral
| Aportacions per ració: |        |
| Energia [Kcal]         | 221,00 |
| Proteïna [g]           | 7,02   |
| Hidrats de carboni [g] | 38,00  |
| Fibra [g]              | 7,50   |
| Greix total [g]        | 2,90   |
| AGS [g]                | 0,54   |
| AGM [g]                | 0,41   |
| AGP [g]                | 1,16   |
| AGP /AGS               | 2,15   |
| (AGP + AGM) / AGS      | 2,91   |
| Colesterol [mg]        | 0,00   |
| Alcohol [g]            | 0,00   |
| Aigua [g]              | 44,60  |

| Minerals:    |        |
| Calci [mg]   | 54,00  |
| Ferro [mg]   | 2,70   |
| Iode [mg]    | 1,00   |
| Magnesi[mg]  | 76,00  |
| Zinc [mg]    | 1,80   |
| Seleni [µg]  | 35,00  |
| Sodi [mg]    | 550,00 |
| Potassi [mg] | 230,00 |
| Fósfor [mg]  | 0,00   |

| Vitamines:                          |       |
| Vit. B1 Tiamina [mg]                | 0,34  |
| Vit. B2 Riboflavina [mg]            | 0,09  |
| Eq. Niacina [mg]                    | 5,53  |
| Vit. B6 Piridoxina [mg]             | 0,12  |
| Ac. Fòlic [µg]                      | 39,00 |
| Vit. B12 Cianocobalamina [µg]       | 0,00  |
| Vit. C Ac. Ascòrbic [mg]            | 0,00  |
| Retinol [µg]                        | 0,00  |
| Carotenoides (Eq. β carotenos) [µg] | 0,00  |
| Vit. A Eq. Retincl [µg]             | 0,00  |
| Vit. D [µg]                         | 0,00  |

| Aportacions per ració: |        |
| Energia [Kcal]         | 221,00 |
| Proteïna [g]           | 7,02   |
| Hidrats de carboni [g] | 38,00  |
| Fibra [g]              | 7,50   |
| Greix total [g]        | 2,90   |
| AGS [g]                | 0,54   |
| AGM [g]                | 0,41   |
| AGP [g]                | 1,16   |
| AGP /AGS               | 2,15   |
| (AGP + AGM) / AGS      | 2,91   |
| Colesterol [mg]        | 0,00   |
| Alcohol [g]            | 0,00   |
| Aigua [g]              | 44,60  |

| Minerals:    |        |
| Calci [mg]   | 54,00  |
| Ferro [mg]   | 2,70   |
| Iode [mg]    | 1,00   |
| Magnesi[mg]  | 76,00  |
| Zinc [mg]    | 1,80   |
| Seleni [µg]  | 35,00  |
| Sodi [mg]    | 550,00 |
| Potassi [mg] | 230,00 |
| Fósfor [mg]  | 0,00   |

| Vitamines:                          |       |
| Vit. B1 Tiamina [mg]                | 0,34  |
| Vit. B2 Riboflavina [mg]            | 0,09  |
| Eq. Niacina [mg]                    | 5,53  |
| Vit. B6 Piridoxina [mg]             | 0,12  |
| Ac. Fòlic [µg]                      | 39,00 |
| Vit. B12 Cianocobalamina [µg]       | 0,00  |
| Vit. C Ac. Ascòrbic [mg]            | 0,00  |
| Retinol [µg]                        | 0,00  |
| Carotenoides (Eq. β carotenos) [µg] | 0,00  |
| Vit. A Eq. Retincl [µg]             | 0,00  |
| Vit. D [µg]                         | 0,00  |

## Articles
Entre altres usos artístics és emprat com a material d'escultura en l'elaboració de petites figuretes i quadres. Sol barrejar-se amb cola blanca perquè adquireixi una major consistència i poder modelar posteriorment.